# Phymorhynchus alberti
Phymorhynchus alberti é uma espécie de gastrópode do gênero Phymorhynchus, pertencente a família Raphitomidae.